# Ли, Юнис
Юнис Ли (англ. Eunice Lee; род. 11 ноября 2004 года в Сан-Диего, США) — американская шорт-трекистка, участница в качестве запасного зимних Олимпийских играх 2022 года, серебряный призёр чемпионата мира.  

## Спортивная карьера
Юнис Ли родилась в Сан-Диего, но в возрасте 4-х лет вместе с родителями переехала в Южную Корею и начала заниматься художественной гимнастикой и фигурным катанием, потому что у неё была ужасная координация, а ноги были слабыми. В 6 лет её семья переехала обратно в США, в Белвью, где отец записал её в конькобежный клуб "Puget Sound Speedskating", потому что к команде присоединился её старший брат Джон. В течение нескольких лет она занималась всеми тремя видами спорта, прежде чем полностью переключилась на конькобежный спорт в шорт-треке.
В сезоне 2019/20 годов Юнис впервые участвовала на чемпионате США среди юниоров и в том же 2020 году вместе с мамой переехала в штат Юта, чтобы присоединиться к юниорской национальной программе по шорт-треку "FAST team". Там стала тренироваться с ведущими конькобежцами под руководством тренера Ли Гена. В сезоне 2021/22 она участвовала на чемпионате мира среди юниоров, а также вошла в состав национальной команды и участвовала впервые на чемпионате мира в Монреале, заняв там 34-е место в сумме многоборья.
На зимних Олимпийских играх в Пекине она была запасной в полуфинале эстафеты. В сезоне 2022/23 Юнис дебютировала на Кубке мира, а в ноябре 2023 года участвовала на чемпионате четырех континентов по шорт треку и выиграла бронзовую медаль в эстафете. В 2024 году на чемпионате мира в Роттердаме она завоевала серебряную медаль в женской эстафете.

## Личная жизнь и семья
Юнис Ли училась в средней школе Ньюпорта в Белвью. Её младшая сестра Грейс также занимается конькобежным спортом в  
клубе "Puget Sound Speedskating" и была выбрана в национальную сборную США по шорт-треку на Кубок мира в сезоне 2022/23.